# Nitidula carnaria
Nitidula carnaria är en skalbaggsart som först beskrevs av Johann Gottlieb Schaller 1783.  Nitidula carnaria ingår i släktet Nitidula, och familjen glansbaggar. Arten är reproducerande i Sverige.